# سورة الغصن
سورة الغصن یکی از آثار بهاءالله، بنیان‌گذار آئین بهائی است که به زبان عربی نازل شده‌است. بهاءالله این اثر را بین سالهای ۱۸۶۴ و ۱۸۶۸ میلادی و هنگامی که در ادرنه تبعید بود نوشت. در این اثر بهاءالله به جایگاه مهم و بلند عبدالبهاء در آئین بهائی اشاره می‌کند و از او با عناوینی چون «غصن القدس»، «فضل الاعظم»، «نعمة الاتم» یاد می‌کند. ترجمه این اثر در سال ۲۰۱۷ توسط مرکز جهانی بهائی در کتابی با عنوان «Days of Remembrance» منتشر شد.